# 姑獲鳥

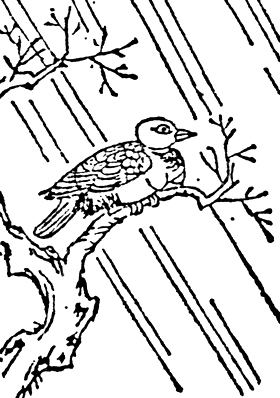
姑獲鳥（ウブメドリ、漢語発音は「クウ・フウ・ニャウ」）の挿絵―寺島良安『和漢三才図会』（1712年成立）)

姑獲鳥（こかくちょう、拼音: Guhuoniao）は、中国の伝承上の鳥。西晋の博物誌『玄中記』や、同書、それ以外の古書を引用した明代の本草書『本草綱目』に記述がある。江戸期の『和漢三才図会』にも転載。

## 語釈
姑獲鳥という名は『拾遺』（『拾遺記』）にみえる。「姑獲鳥」は英訳で "端女鳥、あばずれ女鳥"のような意味合いの"wench bird"が充てられている（ただし「獲」の訳出が抜け落ちていると思われる）。おおよそ「代理母になりかわろうとして狩る鳥」と意訳できるのではないか、との解説が見える。
異名に「乳母鳥」、「夜行遊女」、「天帝少女」、「無辜鳥」、「隠飛」、「鬼鳥」、「譩譆（いき）」、「鉤星/鈎星」が挙げられている。

## 概要
郭璞撰『玄中記』（3–4世紀）などによれば、鬼神の一種であって、よく人間の生命を奪う（魂や魄を抜き取る）とある。夜間に飛行して幼児を害する怪鳥で、鳴く声は幼児のよう。中国の荊州に多く棲息し、毛を着ると鳥に変身し、毛を脱ぐと女性の姿になるという。
他人の子供を奪って自分の子とする習性があり、子供や夜干しされた子供の着物を発見すると血で印をつける。付けられた子供は、驚癇と無辜疳（むこかん）という病気を併発するという。
これらの特徴は、毛を着ると鳥、毛を脱ぐと女性になるという点で東晋の干宝（336年没）の小説集『捜神記』にある「羽衣女」、他人の子を奪う点で『楚辞』にある神女「女岐（じょき）」（女媧の異形とされることがある）と共通しており、姑獲鳥の伝承は、これら中国の古典上の別々の伝承が統合されたものと見られている。また唐代の古書『酉陽雑俎』で、姑獲鳥は出産で死んだ妊婦が化けたものとの説が述べられているが、『本草綱目』所引、郭璞（324年没）の『玄中記』にもすでに亡妊婦の甦り説がみえる。
『周礼』にある「庭氏は救日の弓、救月の弓をもって夭鳥を射る」の故事はこの鳥の事だという。
李時珍（『本草綱目』編者）自身の所見では、姑獲鳥は雌のみで雄はいない。また（旧暦の）七月八月に飛んで人に悪さをし、相当な毒を持つ、としている。

## 日本の伝承との関連
日本でも江戸時代の百科事典『和漢三才図会』に『本草綱目』の内容が転載されており、さらには日本の西国の伝承にも触れている。これによれば「姑獲鳥（）」かその類は、九州人によれば、カモメ似で、鳴き声も似ているという。小雨降る闇夜に忽然とあらわれる。その鳥がいる場所には「燐火」（怪しい炎）があるという。また、婦人に化け、子をともない人間に近寄ってきて、子を負うてくれと請願するが、怖がって逃げるとこれを憎み、悪寒や高熱を生じさせ、相手を死に至らせることもあるという。しかし強剛な者が頼みを引き受けて子を負えば、危害はくわえられない
日本でも茨城県で似た伝承があり、夜に子供の着物を干すと、「ウバメトリ」（「姑獲鳥（）」）という妖怪が自分の子供の着物だと思って、その着物に目印として自分の乳を搾り、その乳には毒があるといわれる。これは中国の姑獲鳥が由来とされ、かつて知識人によって中国の姑獲鳥の情報が茨城に持ち込まれたものと見られている。
江戸時代初頭の日本では、日本の妖怪「産女」が中国の妖怪である姑獲鳥と同一視され、「姑獲鳥」と書いて「うぶめ」と読むようになったが、これは産婦にまつわる伝承において、産女が姑獲鳥と混同され、同一視されたためと見られている。

## 鳥類学的な同定
『本草綱目』の鈴木訳には、欄外に「姑獲鳥」をフクロウ科の鳥ではないかと魚類学者木村重の所見を付記している。
一方、『本草綱目』の Unschuld 英訳じたいには、「姑獲鳥」 「鬼車鳥」のいずれの項でも学名による鳥類の同定は空欄であるが、付属する本草綱目事典では、両方ともヨタカ（goatsucker）であるとする。
ちなみに『本草綱目』の 「鬼車鳥」には他にも考察に有用な材料が記載される。冒頭では「鶬 (can, ツァン、そう)」（アオサギ）に似るが、少し変わっているので「奇鶬」とする。さらに、「鵂鹠 (xiuliu, シュリュウ、きゅうりゅう)」という鳥と似るとあるが、これはフクロウの一種で、夜になると飛び、蚊蟲を撮ると書かれる劉恂の『嶺表録異』（900年頃）にみえる。
南方熊楠は、「鵂鹠」のことを、西洋にもアジアにも広く分布するトラフズク（旧学名 Strix otus）のことだとし、このストリクスについては窓から侵入して子供を殺すという言い伝えがシリアにあると指摘する。夜行性の鳥には斑紋が乳房に似てみえるものもあるのではないか、と仮説している。またフクロウ科の鳥はペリットという毛玉を吐くが、これが巣などで見つかると、古来の人は「土塊を子のように育てる」という伝承にしてしまい、これも姑獲鳥の要素になったのではないか、と考察する。
平田篤胤（1850年）は、姑獲鳥が家屋や子供の血を垂らすという伝承について考察し、トビ、カラス、フクロウなどが血の滴る餌をくわえて飛んで、落ちた血が茅葺屋根に沁みとおってしまうことはままあることであり、これを不吉とみなす風習は日本のところどころにあるとしている。